# Аккент
Аккент (каз. Ақкент) — село в Панфиловском районе Жетысуской области Казахстана. Входит в состав Улькеншыганского сельского округа. Код КАТО — 195655200.

## Население
В 1999 году население села составляло 371 человек (183 мужчины и 188 женщин). По данным переписи 2009 года, в селе проживало 495 человек (258 мужчин и 237 женщин).